# Imre Farkas
Imre András Farkas (ur. 23 czerwca 1935 w Budapeszcie, zm. 10 sierpnia 2020 tamże) – węgierski kajakarz, kanadyjkarz. Dwukrotny brązowy medalista olimpijski.
Brał udział w dwóch igrzyskach (IO 56, IO 60), na obu zdobywał brązowe medale w kanadyjkowych dwójkach. W 1956 był trzeci na dystansie 10 000 metrów, w 1960 na krótszym dystansie 1000 metrów. Podczas pierwszego startu partnerował mu József Hunics, podczas drugiego András Törő. Był medalistą mistrzostw Europy – w 1957 ponownie zdobył brąz na dystansie 1000 metrów w C-2 w parze z Hunicsem.